# Liste der Monuments historiques in Petit-Failly
Die Liste der Monuments historiques in Petit-Failly führt die Monuments historiques in der französischen Gemeinde Petit-Failly auf.

## Liste der Objekte
| Bezeichnung                                           | Beschreibung                                          | Standort                     | Kennzeichnung | Schutzstatus | Datum | Bild |
| ----------------------------------------------------- | ----------------------------------------------------- | ---------------------------- | ------------- | ------------ | ----- | ---- |
| Skulptur Heiliger Remigius                            | Kalkstein, farbig gefasst, um 1600                    | in der Kirche St-Rémy (Lage) | PM54001778    | Inscrit      | 1991  |      |
| Epitaph für Guillaume de Tige und Catherine de Failly | Kalkstein, nach 1612                                  | in der Kirche St-Rémy (Lage) | PM54001779    | Inscrit      | 1991  |      |
| Tabernakel                                            | Eichenholz, farbig gefasst, Ende des 17. Jahrhunderts | in der Kirche St-Rémy (Lage) | PM54001780    | Inscrit      | 1991  |      |